# Rysk fältsork
Rysk fältsork (Microtus levis eller Microtus mystacinus) är en däggdjursart som beskrevs av Miller 1908. Den ingår i släktet åkersorkar och familjen hamsterartade gnagare. Inga underarter finns listade.

## Taxonomi
Ett taxon med det vetenskapliga namnet Microtus levis beskrevs 1908 av Gerrit Smith Miller efter exemplar från Rumänien. Under 1900-talet beskrevs flera andra populationer från utbredningsområdet (se rubrik utbredning) som arter men de godkändes inte och de listas i nyare verk som synonymer. Även Microtus levis var en längre tid inte klassificerad som art utan den infogades som synonym i fältsorken (Microtus arvalis). Genetiska undersökningar mellan 1970-talet och 1990-talet visade att Microtus levis har en diploid kromosomuppsättning med 54 kromosomer (2n=54) medan värdet för fältsorken är 2n=46. Även den delen av populationernas DNA som innehåller arvsanlaget avviker. Försök att para Microtus levis med Microtus arvalis i fångenskap misslyckades. Därför godkänns Microtus levis i verket Mammal Species of the World från 2005 som art.
Senare undersökningar visade att en population från norra Iran som redan 1865 blev beskriven av Filippo De Filippi är identisk med Microtus levis. Därför bör namnet Microtus mystacinus som de Filippi använde ha företräde. Denna ändring utfördes 2017 i verket Handbook of the Mammals of the World men olika organisationer som IUCN brukar fortfarande Microtus levis.

## Beskrivning
En 9 till 13 cm lång sork (svansen ej inräknad) med en svanslängd på 3,3 till 5,5 cm och en vikt mellan 21 och 58 g. Ovansidan är gråbrun, undersidan ljusare. Hanarna är något större än honorna. Arten är svår att skilja från fältsorken (Microtus arvalis) och liknande åkersorkar; liksom dessa har den en cylindrisk kropp och små öron och ögon. Honor har två par spenar på bröstet och två par vid ljumsken.

## Ekologi
Den ryska fältsorken förekommer i flera habitat som ängar, jordbruksmark, gles skog, buskage, hög och tät örtvegetation samt (främst i södra delarna av utbredningsområdet) längs floder och i vassruggar kring sjöar.  Den är främst en låglandsart, men kan gå upp så mycket som 2 500 m i bergen.
I urbana områden vilar rysk fältsork ibland i förvaringsbyggnader eller i växthus. Allmänt grävs komplexa tunnelsystem som ligger 20 till 25 cm under markytan (några delar 30 till 35 cm). Boet har flera ingångar och flera sovrum samt förvaringsrum. Liksom andra åkersorkar skapar rysk fältsork stigar på marken genom att trampa ned växtligheten. Födan utgörs främst av sädesslag och därför betraktas arten som skadedjur.
Sorken är mellanvärd för rävens dvärgbandmask (Echinococcus multilocularis).

### Fortplantning
Trots att den inte är fullvuxen förrän vid omkring 100 dagars ålder blir arten könsmogen mycket tidigt, honorna vid omkring 17 dagars ålder, hanarna runt 35 dagar. Efter en dräktighet på 20 till 21 dagar föder honan 5 till 6 ungar med en vikt på drygt 2 g. Modern är parningsvillig några timmar efter födseln, och kan få upptill 4 kullar per parningssäsong. Ungarna har vid födelsen stängda örongångar och de är blinda samt nakna. Ungarna diar sin mor cirka 20 dagar.

## Utbredning
Utbredningsområdet omfattar östra och sydöstra Europa från södra Finland i norr och Grekland i söder österut via Turkiet och norra Iran till västra Kazakstan och västra Ryssland. Arten har dessutom införts till Svalbard och Jan Mayen någon gång mellan 1920 och 1960 (det år den upptäcktes). Den betraktades först som fältsork och identifierades inte korrekt förrän 1990 när DNA-teknik var tillgänglig. Man tror att de första individerna kom från Leningradområdet (idag Sankt Petersburg) med höfodersändningar till den ryska gruvkolonin i Grumantbyen.
Exemplar som introducerades vid Bajkalsjön och i andra sibiriska områden bildar där avskilda populationer.

## Status
IUCN kategoriserar arten globalt som livskraftig. Populationen är stabil, arten är vanligt förekommande, och inga större hot är kända.